# Ivanics vára
Ivanics vára (horvátul: Ivanić grad) egy várhely Horvátországban, a Zágráb megyei Ivanić-Grad településen.

## Fekvése
A vár a város központjában, a mai Szent Péter plébániatemplom körül állt. A templom az egykori vár területén épült.

## Története
Az első erősséget feltételezhetően még a 13. században építtette Babonics István püspök az akkori Szűz Mária templom mellett, mely az itt akkor még fából épített püspöki kúriát övezte. A 14. század első felében az Ivanics alatt fekvő mocsaras területen építtette fel Ivanics újabb várát Koboli László püspök, későbbi kalocsai érsek. A várat a korabeli forrás már „castrum novum”, azaz új vár néven említi. A Nagy Lajos király halála utáni trónharcokban, miután a főurak megölték Garai Miklós nádort, a rabságba vetett Erzsébet és Mária királynékat először ebben a várban őrizték. Innen szállították át őket később Novigrad várába. Ezt követően a püspöki adószedők sanyargatásai elleni felkelésben a lázadó jobbágyok a várkastélyt kifosztották és felgyújtották.
A mohácsi csatavesztés után jelentősen megnőtt a török veszély. Ivanics megerősítését különösen Erdődy Simon püspök szorgalmazta, aki a trónviszályban Szapolyai Jánost támogatta. A város körül mély árkokat ásatott és földsáncokat, valamint paliszádokat emeltetett. Az első komoly támadás 1532-ben érte Ivanicsot, amikor Ibrahim pasa Kőszeg ostroma alól visszatérő serege a város környékét elpusztította. Ennél is nagyobb volt a veszély 1536-ban a gorjani csatavesztés és Pozsega várának eleste után. A kétségbeesett és időközben Habsburg Ferdinándhoz átpártolt püspök levélben panaszkodott, hogy birtokain már nincsenek jobbágyok, mert mind elhagyták házaikat, míg kisebb részük Ivanics várában keresett menedéket. A többiek az erdők és mocsarak védelmébe menekültek. Minden forgalom és kereskedelem megszűnt, a banditák és a törvényen kívüliek megsokszorozódtak. 1552-ben Ulama pasa boszniai szandzsákbég a közeli Csázmát is elfoglalta. A török útjában a 40 kilométerre fekvő Zágráb felé már csak Ivanics állt. Ekkor Ivanics védelmét György, a csázmai káptalan száműzetésben levő nagyprépostja vette át. Ferdinánd király, aki rájött, hogy Ivanics bukásával Zágráb aligha tudta volna megvédeni magát, 300 lovast 140 gyalogos zsoldost küldött a város védelmére. 
Mivel a püspöki vár ekkora őrséghez kicsinek bizonyult hozzáláttak egy új erőd felépítéséhez. Az új erőd Sziszek várával együtt a kulpamenti védelmi rendszer részét képezte. A király parancsára egy itáliai hadmérnök, Domenico Delalio érkezett Ivanicsra és nyomban hozzálátott két reneszánsz bástya felépítéséhez, mely 1553-ban fejeződött be. A munkálatokat Szlavónia katonai parancsnoka Hans Ungnad felügyelte. Az építkezés költségeit a király viselte, az élelmet és a munkásokat a horvát szábor biztosította, mely a terhet a feudális urakra kivetett rendkívüli háborús adókkal osztotta meg. A következő évek az intenzív munkával folytatódtak. A belsővárat fából építették és megkezdődött a palánképítés is a külső földsáncok körül. A minden oldalról mocsarakkal és a Lonja folyó vizével körülvett Ivanics a vizivárak tipikus példájává vált. 
Az erősödő török támadások hatására a szábor 1557-ben újból kérte a királyt Ivanics további megerősítésére. Ungnad irányításával megerősítették az elhagyott kolostort, a város körül pedig paliszádokat emeltek. Az erőfeszítések ellenére 1563-ra még mindig csak a fele épült meg a tervezett erődítménynek. Ebben az évben Szokoli Musztafa pasa 12 ezer katonával tört be Ivanics vidékére, de Erdődy III. Péter bán 5 ezer fős serege Obreška mellett megverte. Bár Ivanics papíron továbbra is püspöki birtok maradt, ténylegesen a határőrvidék katonaságának igazgatása alatt állt. Miközben több környező vár őrségét megerősítették az ivanicsi főerődben új favár épült, mely laktanyaként szolgált. 1586-ban Ali bég seregét győzték le és felgyorsultak az erőd építési munkálatai. Deli Hasszán boszniai pasa 1591-es és 1592-es támadásait 1593-ban Sziszek alatt torolták meg az ivanicsi határőrök, melynek során maga a pasa is elesett. A harcok során az ivanicsi sáncok is megsérültek és nagyon rossz állapotban voltak. Ezért az akkori parancsnok Herbenstein generális igyekezett befejezni a harmadik bástya építését és elkezdeni a negyedik bástya építését. A munkálatokat azonban
pénz és munkaerő hiányában nem sikerült befejezni, mert a császári hadvezetés ekkor az új petrinyai erőd építését szorgalmazta. Mire 1606-ban a vár elkészült a török háborúk is véget értek. A közvetlen török fenyegetés megszüntetésével és a határ elmozdításával a vár is veszített korábbi jelentőségéből. Ivanicsot kivonták a katonai igazgatásból és Belovár megyéhez csatolták. A várat teljesen elhanyagolták, 1776-ban pedig a katonaság is távozott belőle. Erődítései pusztultak és végül lebontását határozták el. A munkálatok 1827-ben kezdődtek és teljes húsz évig tartottak. Végül az egykor jelentős vár maradványai teljesen eltűntek.